# الهيئة العامة لنقل الركاب بمحافظة الإسكندرية
الهيئة العامة لنقل الركاب بمحافظة الإسكندرية هي هيئة حكومية مصرية عامة تابعة لمحافظة الإسكندرية، تعمل في مجال تملك وإدارة وتشغيل جميع مرافق النقل العام (أتوبيسات، ترام) داخل محافظة الإسكندرية، حيث نقلت الهيئة خلال سنة 2022 حوالي 190.4 مليون راكب بمتوسط 520548 راكب يوميًا، أنشأت بالقانون رقم 22 لسنة 1954 تحت اسم "إدارة النقل العام بمنطقة الإسكندرية"، وتم تعديل اسمها للاسم الحالي بقرار رئيس الجمهورية العربية المتحدة رقم 4494 لسنة 1965.

## الخدمات

### الترام
ترام الإسكندرية هي أول وسيلة نقل جماعية في مصر وأفريقيا حيث بدأ تشغيلها سنة 1860، تنقسم إلى نوعين:
- ترام الرمل أو الترام الأزرق وتتكون من ثلاثة عربات كل منها منفصلة عن الأخرى، وتعمل بالكهرباء، وتربط شرق المدينة (محطة فيكتوريا) بغربها (محطة الرمل) وتمر على 37 محطة في أحياء المنتزة، شرق، ووسط المدينة،
- ترام المدينة أو الترام الأصفر وتتكون من عربتان وهي نوعان: النوع الأول أن تكون العربتان متصلتان ببعضهما البعض، والنوع الثاني تكون كل عربة منفصلة عن الأخرى، وتعمل أيضًا بالكهرباء، وتربط مناطق أحياء شرق ووسط المدينة وتمر على 50 محطة،[7] وذلك بعد تبديله بترام المدينة القديم.

### الحافلات
يبلغ عدد خطوط الحافلات التابعة لهيئة العامة لنقل الركاب بمحافظة الإسكندرية في يوليو 2023 عدد 103 خط تربط جميع أنحاء المحافظة، ويعمل بها مختلف أنواع الحافلات المتوسطة والكبيرة والعادية والمكيفة، وتنقسم إلى أربعة مناطق هي:
- خطوط سيارات محرم بك بعدد 16 خط.
- خطوط سيارات وسط بعدد 20 خط.
- خطوط سيارات شرق بعدد 29 خط.
- خطوط سيارات غرب بعدد 38 خط.

## معرض الصور

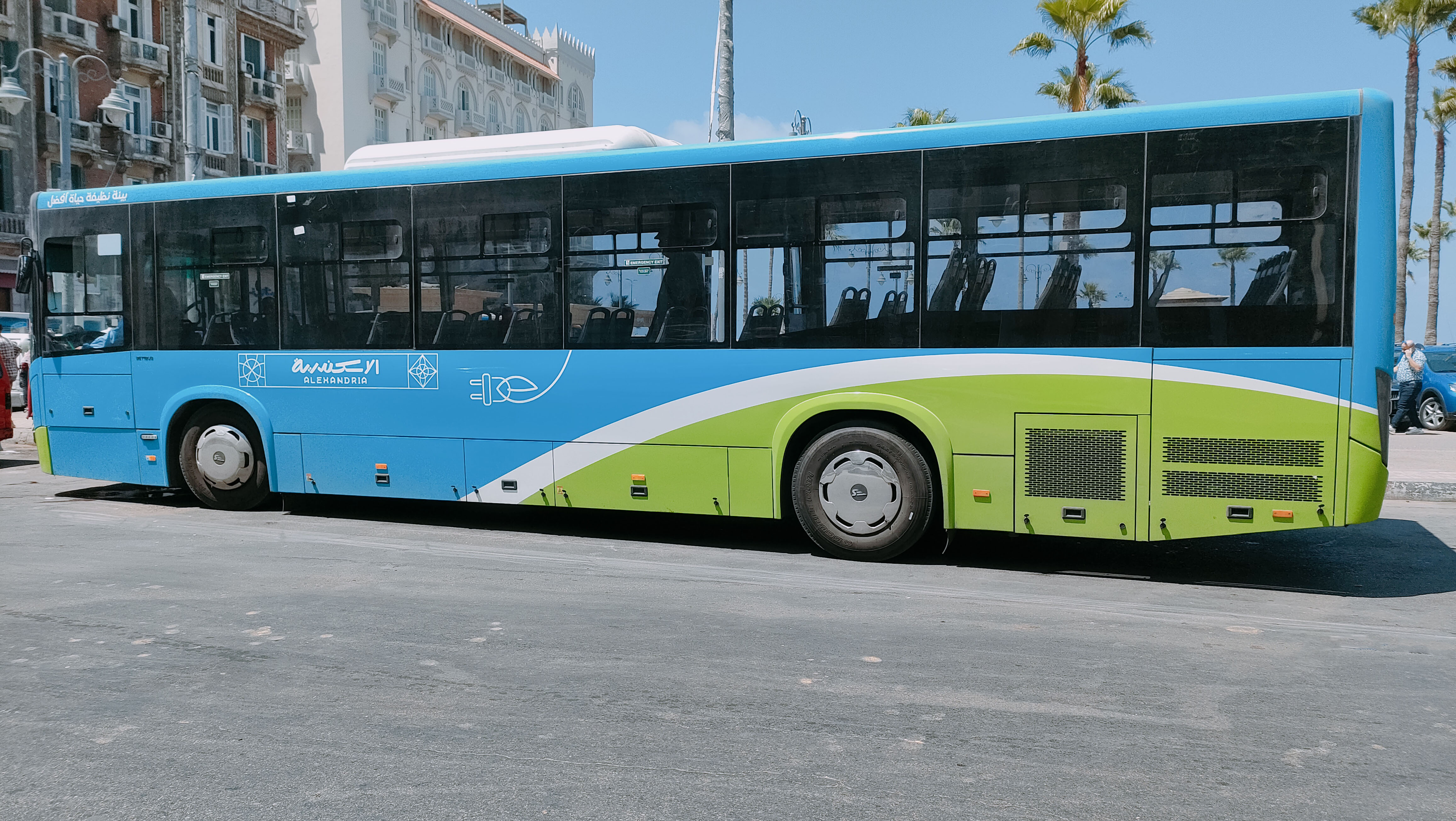
حافلة كهربائية
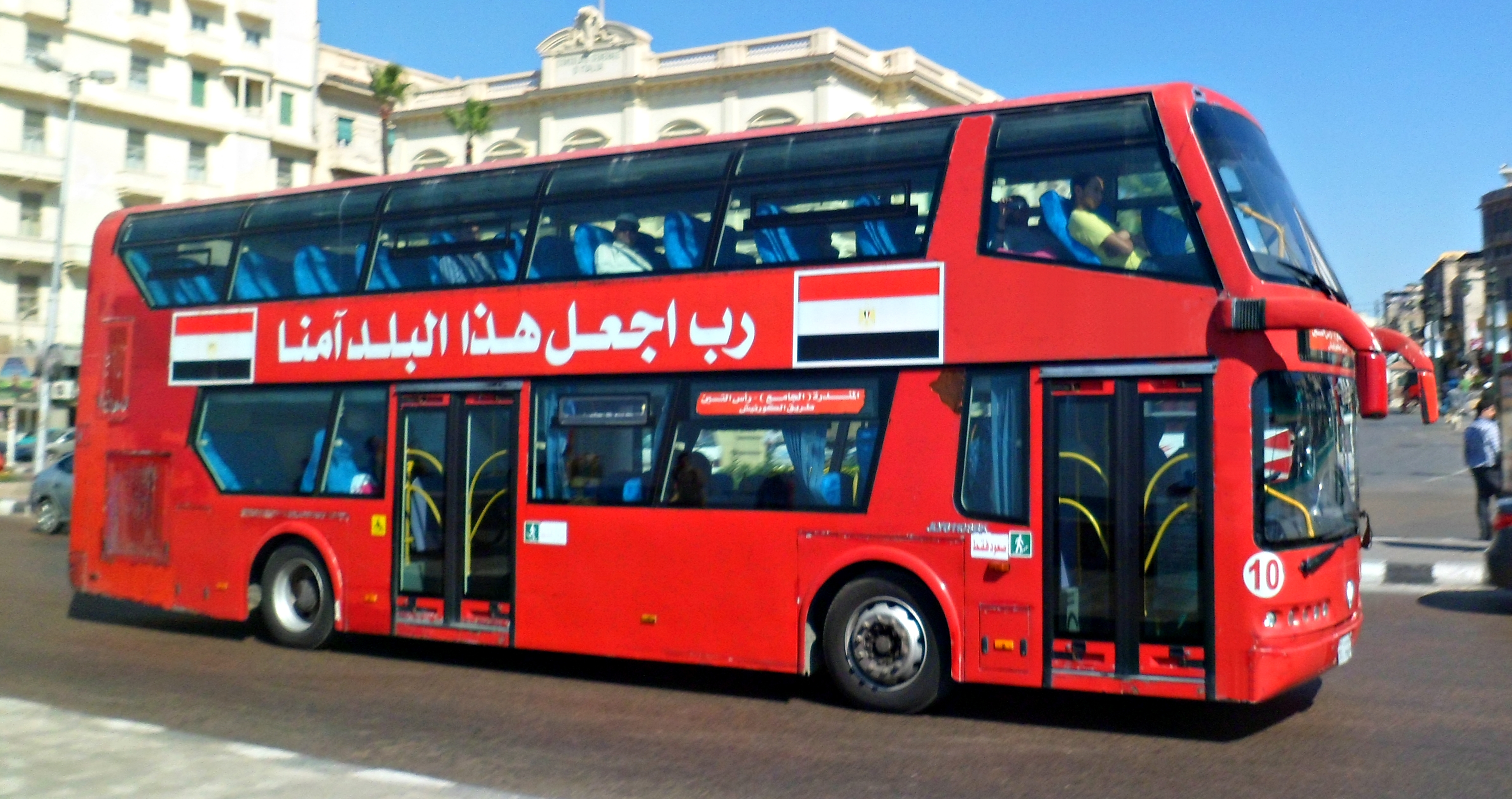
حافلة بطابقين
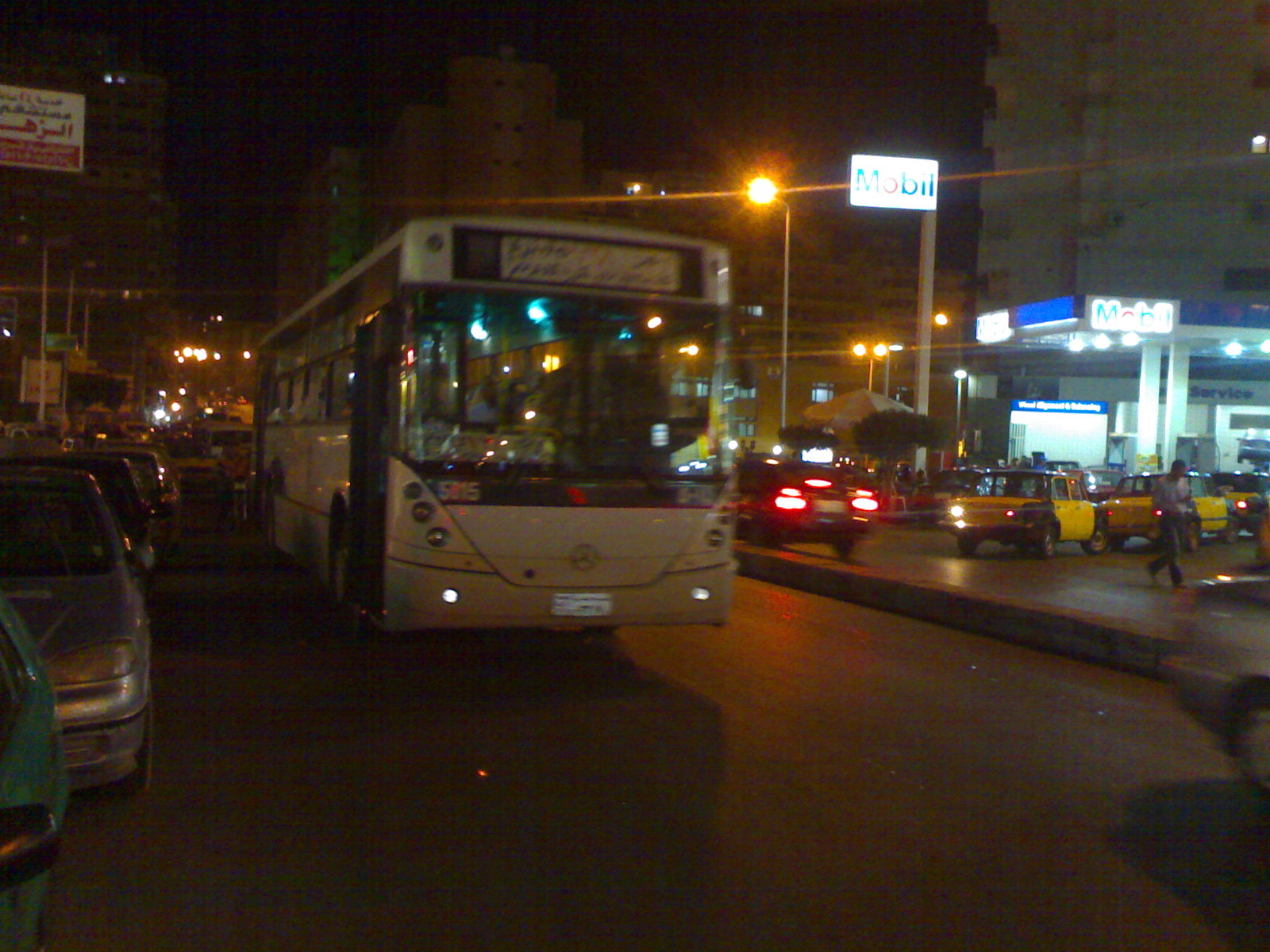
حافلة كبيرة عادية
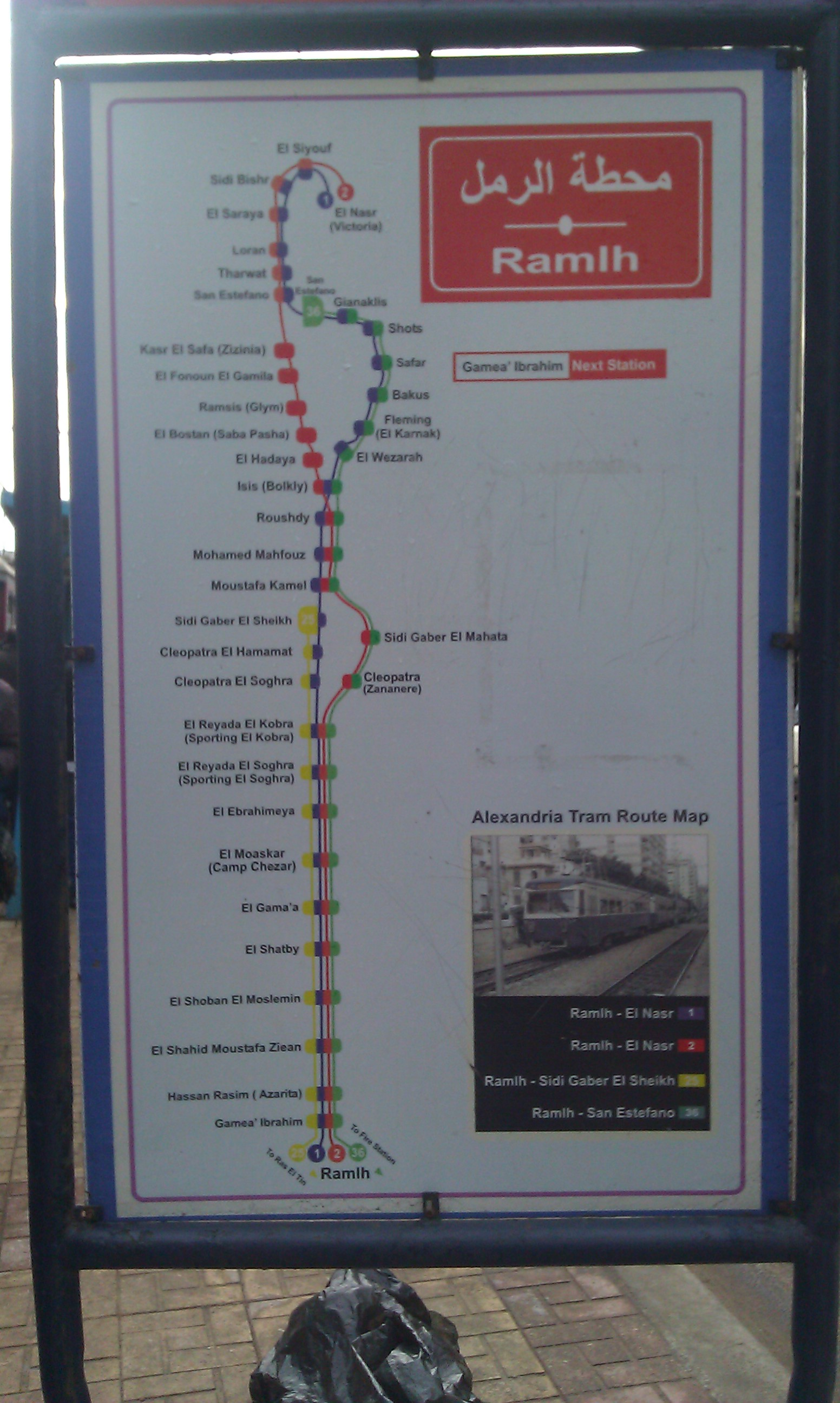
خطوط ترام الرمل
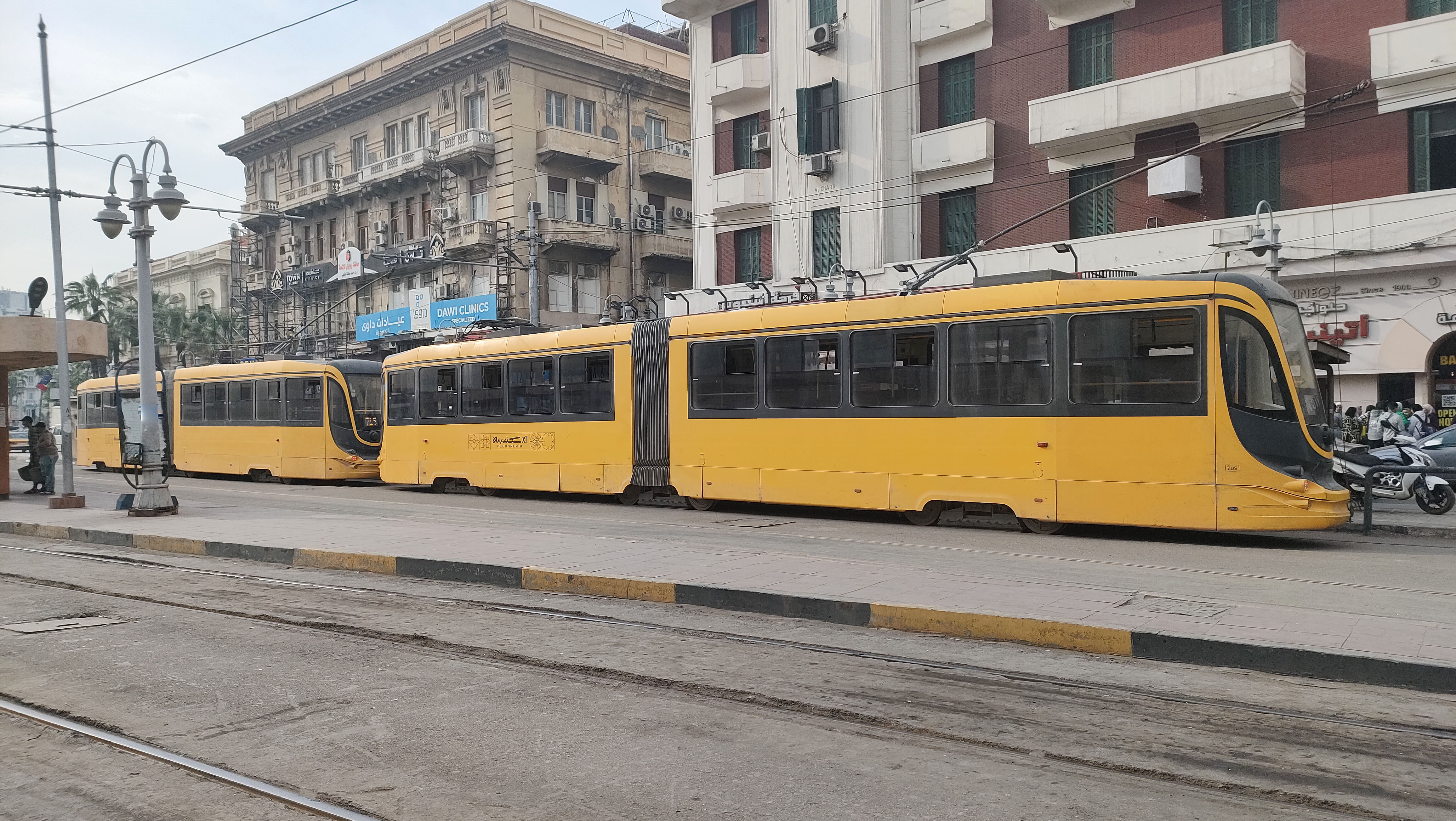
الترام الأوكراني
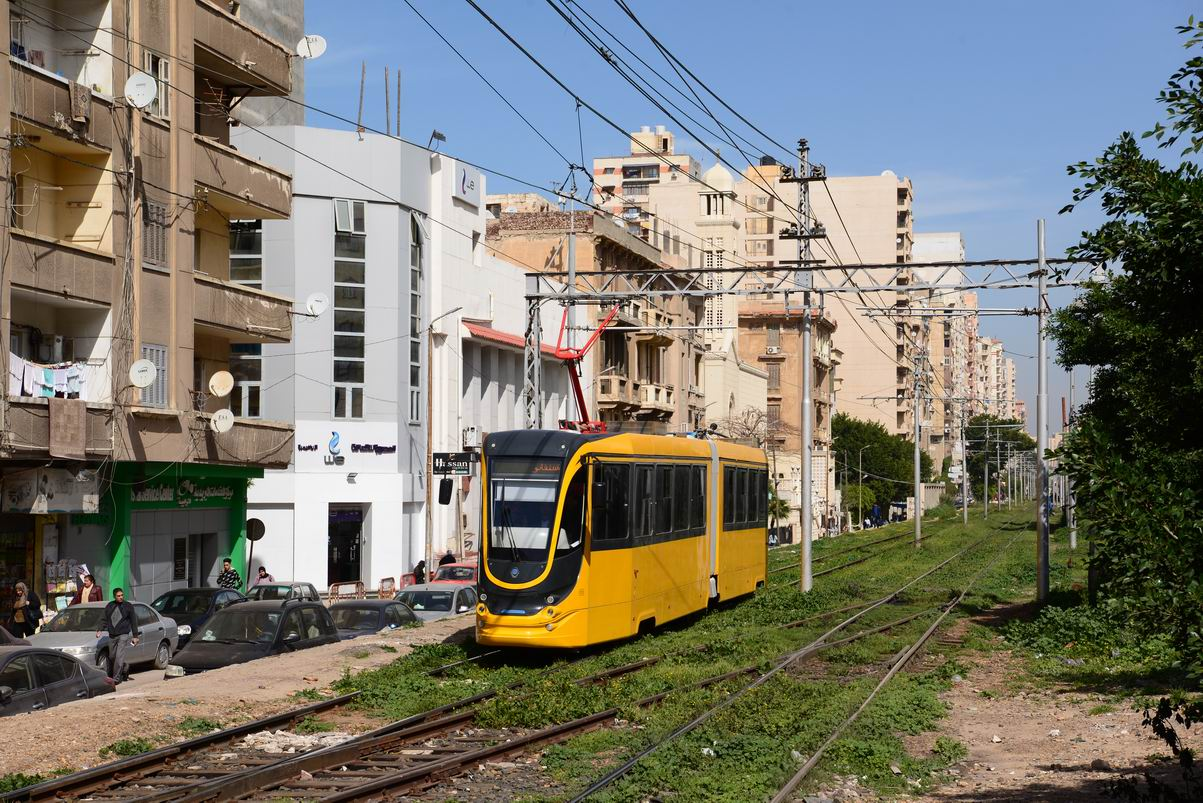
الترام الأوكراني
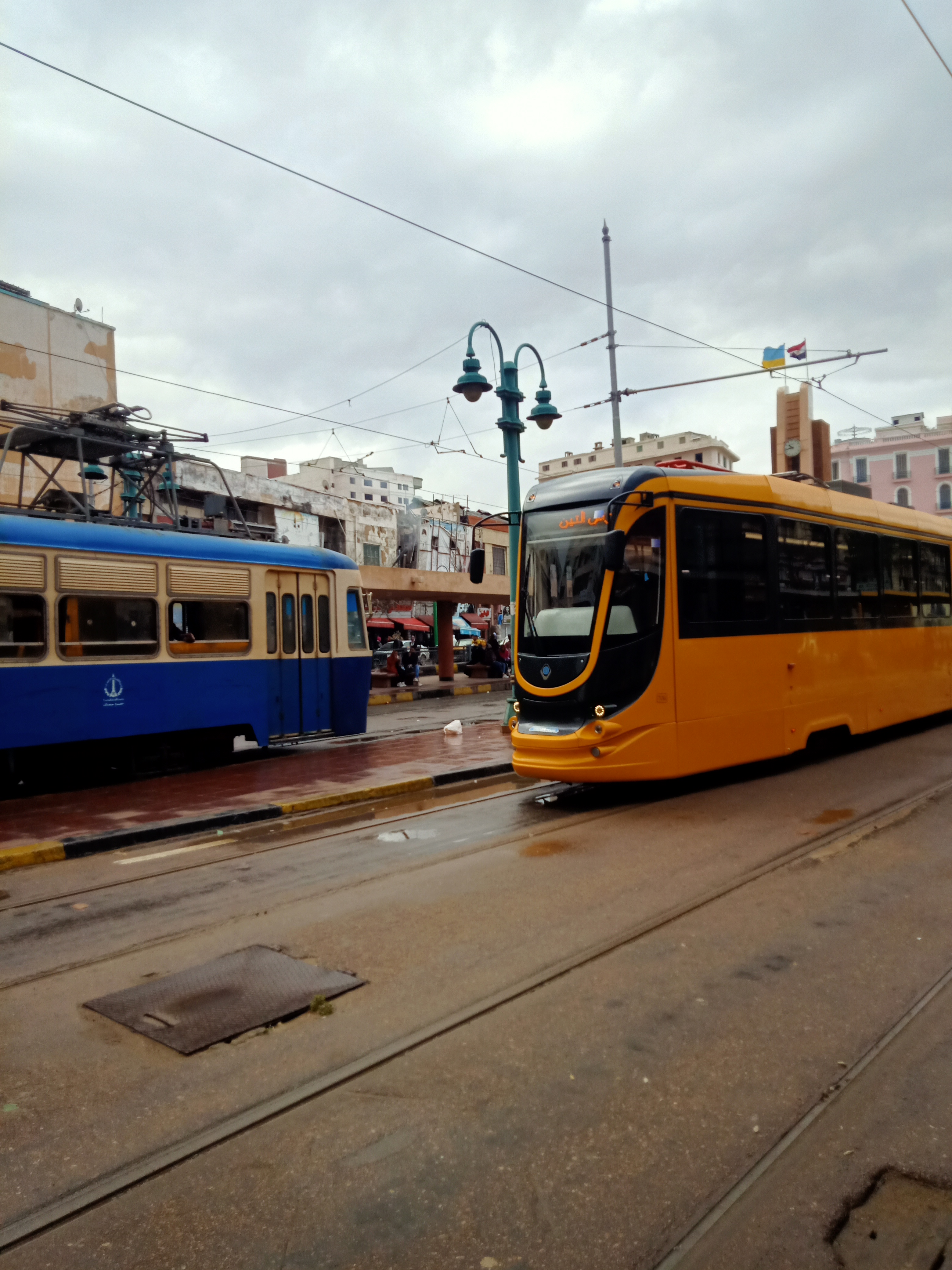
الترام الأوكراني
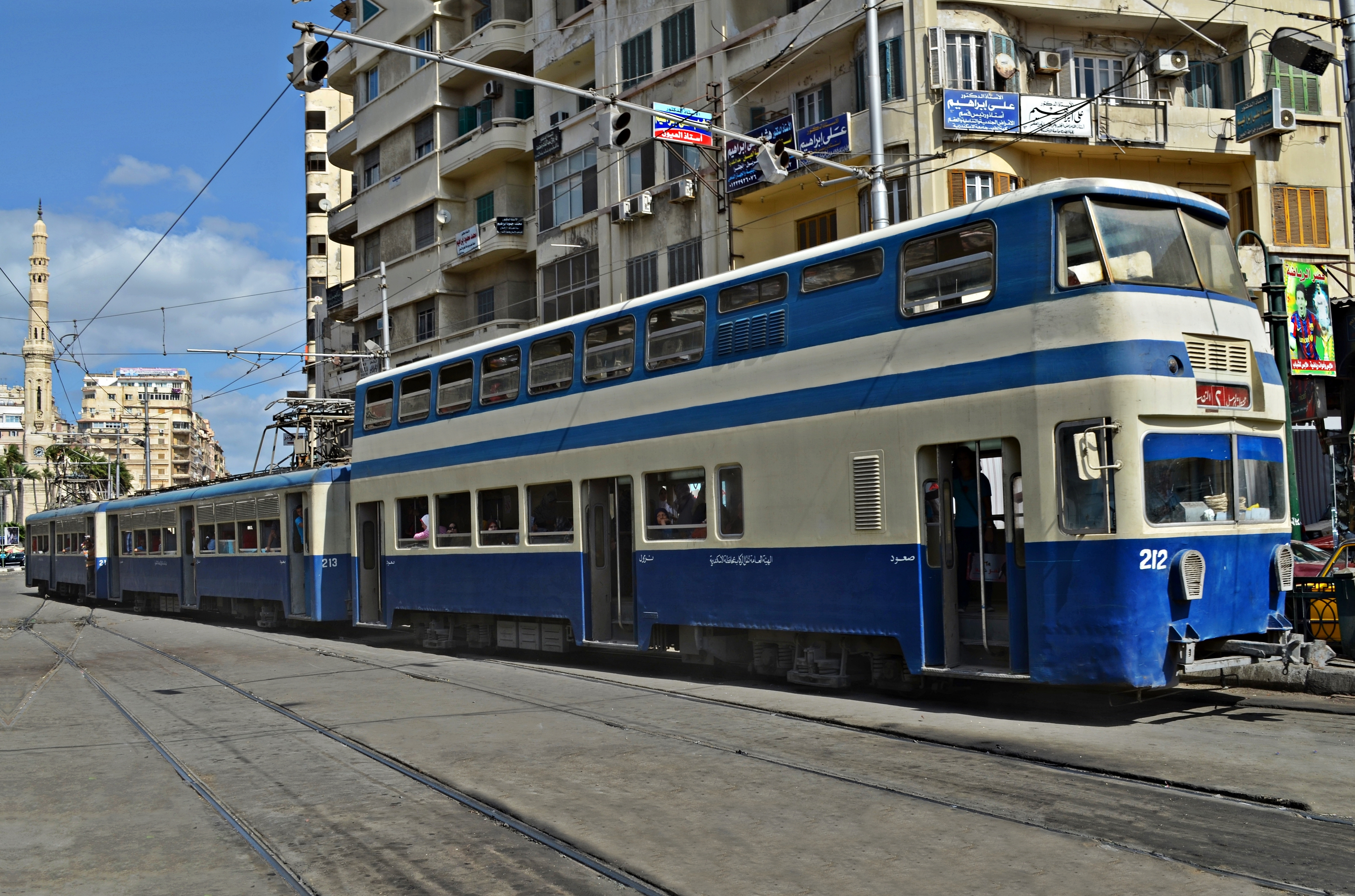
الترام الأزرق
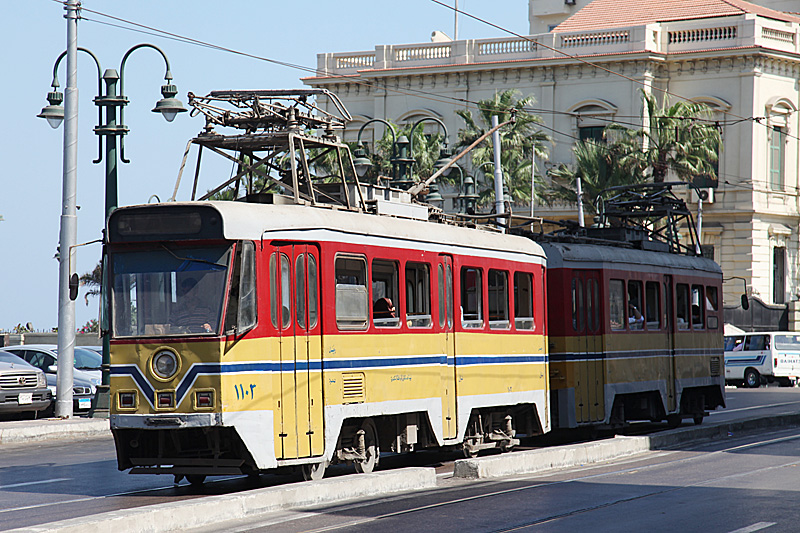
الترام الأصفر
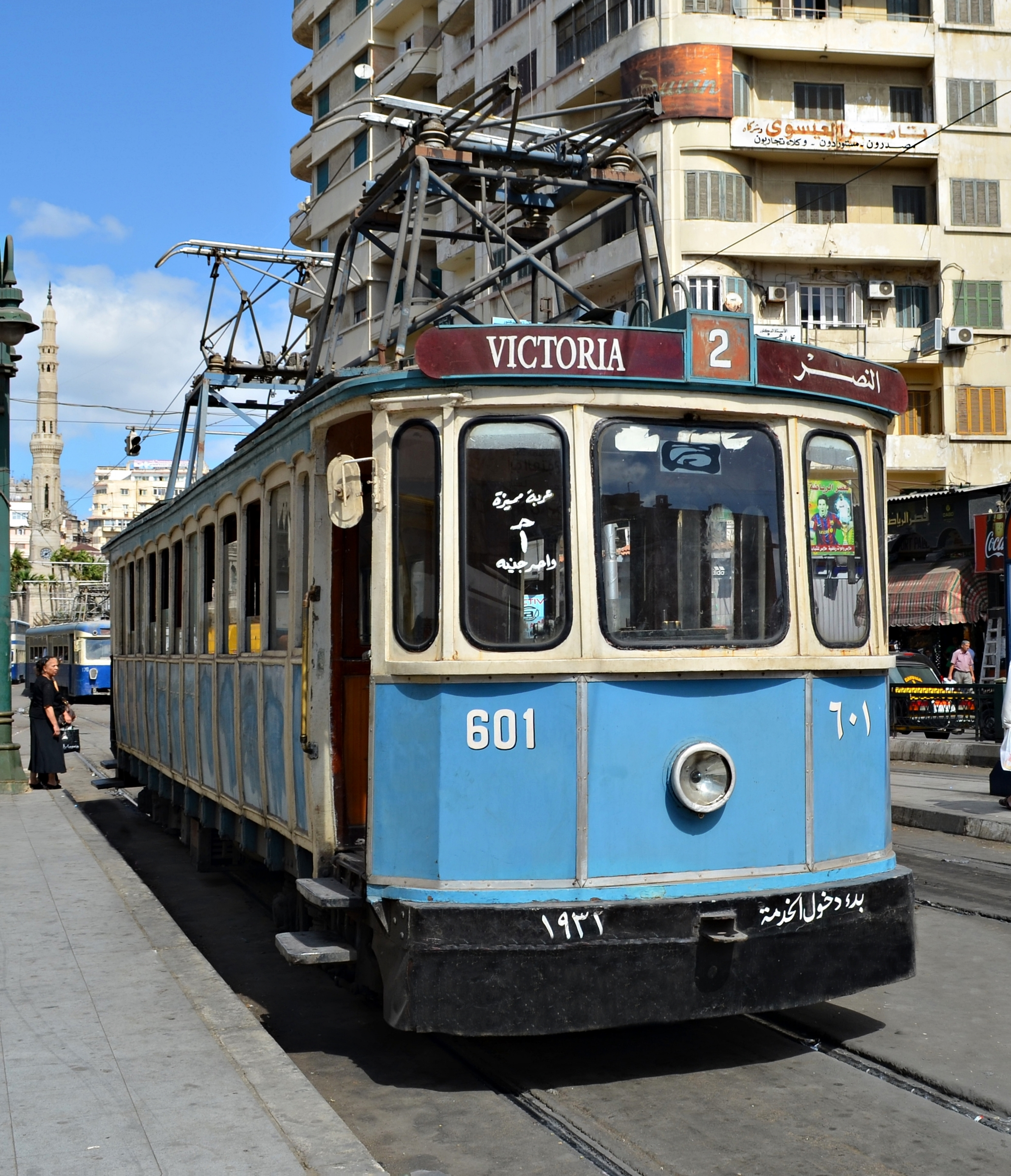
عربة ترام منذ 1931

## انظر ايضاً
- مترو الإسكندرية
- هيئة النقل العام بالقاهرة
- جهاز تنظيم النقل البري الداخلي والدولي

## وصلات خارجية
- الموقع الرسمي للهيئة.
- الصفحة الرسمية للهيئة على موقع فيس بوك.